# Matrinchã
Matrinchã is een gemeente in de Braziliaanse deelstaat Goiás. De gemeente telt 4.420 inwoners (schatting 2009).